# Johannes Tiedemann

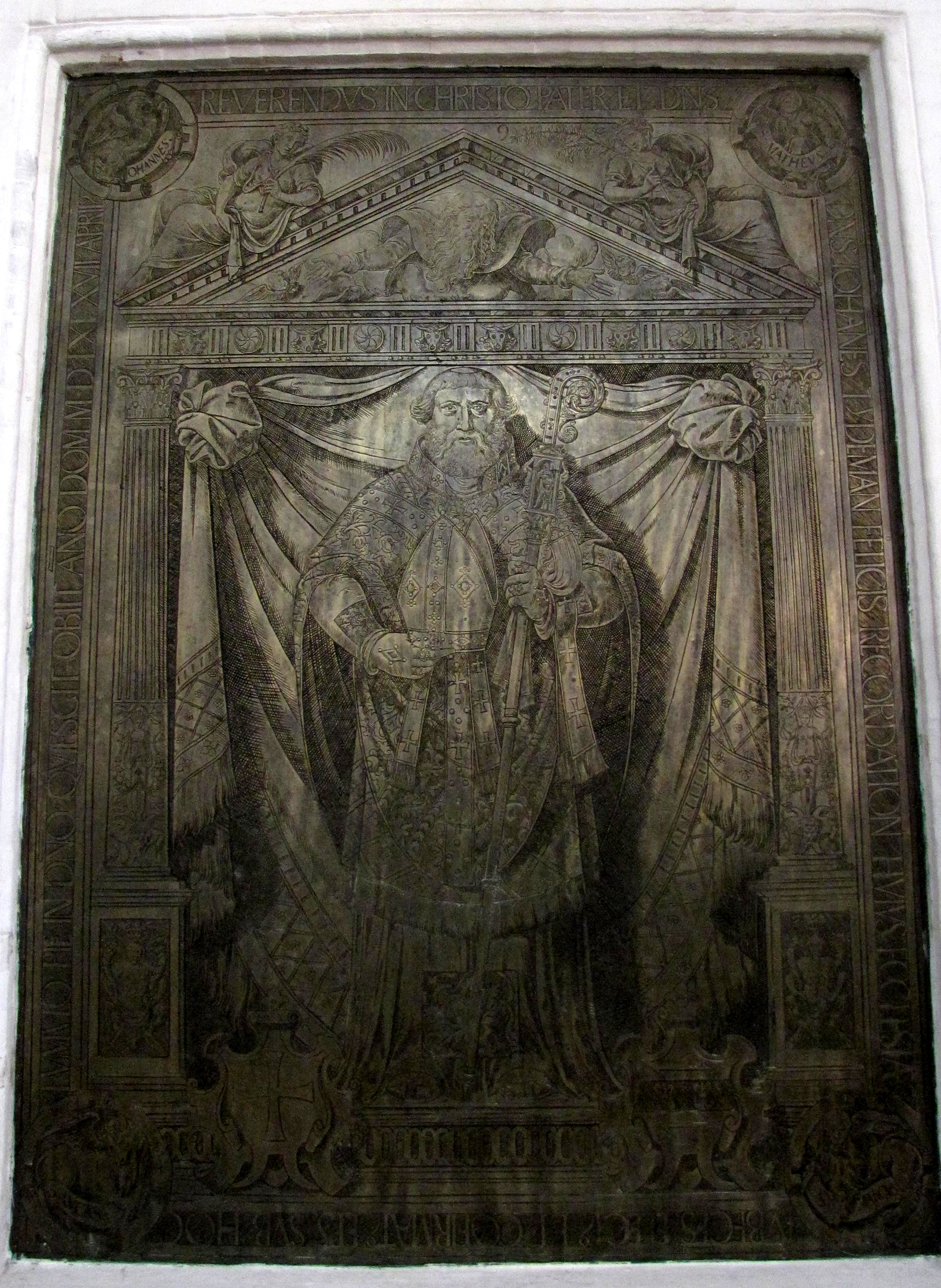
Messinggrabplatte des Bischofs Johannes Tiedemann im Lübecker Dom

Johannes Tiedemann (* 1503 in Stadthagen; † 17. April 1561 in Bremen) war als Johannes IX. Bischof von Lübeck.

## Leben
Johann Tiedemann war ein Sohn des Hans Tiedemann und dessen Ehefrau Geseke und Bruder von Christoph Tiedemann. Seine Mutter war eine Schwester des ebenfalls aus Stadthagen stammenden, Lübecker Ratssekretärs und Domdekans Johannes Rode. 1528 erhielt Tiedemann eine Präbende am Lübecker Dom. 1544 wurde er zum Vizedekan des abwesenden Dekans Johannes von Weeze bestellt. Nach dessen Tod 1548 wurde er durch das Domkapitel zum Domdekan gewählt und noch im selben Jahr zum Generalvikar für den abwesenden Bischof Theodor von Rheden bestellt. Am 11. August 1559 wählte ihn das Kapitel als Nachfolger von Andreas von Barby zum Bischof von Lübeck. Am 20. Februar 1561 erhielt er die päpstliche Bestätigung, starb jedoch kurz darauf.
Sein Doppel-Epitaph gemeinsam mit seinem Bruder, den Domherrn in Lübeck und Ratzeburg Christoph Tiedemann († 1561), mit lateinischer Inschrift befindet sich im Chorumgang des Lübecker Doms. Seine monumentale Grabplatte aus Bronze im Stil der Renaissance befindet sich ebenfalls im Dom, früher im Chor, seit dem Ende des 19. Jahrhunderts an der Südwand im südlichen Seitenschiff. Sie zeigt ihn in vollen Pontifikalien, wenn auch als noch nicht geweiht mit der Mitra in der Hand, und wurde 1563 von dem Lübecker Ratsgießer Matthias Benningk gefertigt. Es ist die einzige erhaltene Renaissance-Grabplatte dieser Art und Größe in Lübeck.